# Diploderma flavilabre
Diploderma flavilabre — вид ігуаноподібних ящірок родини агамових (Agamidae). Ендемік Китаю. Описаний у 2020 році.

## Поширення і екологія
Diploderma flavilabre відомі з типової місцевості, розташованої у верхів'ях річки Цзіньша, від повіту Баю в Гарцзе-Тибетській автономній префектурі на крайньому заході провінції Сичуань до повіту Маркам в окрузі Чамдо на сході Тибету. Вони живуть в сухих долинах, на узліссях, серед чагарникових заростей і пісковикових скель.